# Sacco și Vanzetti
Nicola Sacco (n. 22 aprilie 1891 – d. 23 august 1927) și Bartolomeo Vanzetti (n. 11 iunie 1888 – d. 23 august 1927, Massachusetts, SUA) au fost doi anarhiști americani de origine italiană, arestați în 1927, închiși și executați pe scaunul electric, în statul american Massachusetts.

## Proclamația Dukakis
Bazându-se pe recomandările Biroului de Avize Legale, guvernatorul Michael Dukakis a declarat 23 august 1977, a 50-a comemorare a execuției lor, drept Ziua Memorială a lui Nicola Sacco și Bartolomeo Vanzetti. Proclamația sa, publicată în limbile engleză și italiană, afirma că Sacco și Vanzetti au fost judecați și condamnați în mod injust și că „orice dezonoare trebuie ștearsă pentru totdeauna, legat de numele lor.” El nu i-a grațiat postum, ceea ce ar fi însemnat că ar fi fost vinovați. Nici nu a proclamat că ar fi fost nevinovați. O moțiune de cenzură contra lui Dukakis a fost respinsă de Senatul din Massachusetts cu un vot de 23 la 12. Dukakis și-a exprimat ulterior regretul că nu s-a referit la familiile victimelor crimei respective.